# Megasoma actaeon
Megasoma actaeon  — вид жесткокрылых из подсемейства дупляков внутри семейства пластинчатоусых. Распространён в Южной Америке. Видовое название дано в честь Актеона — персонажа древнегреческой мифологии, сын Аристея и Автонои, воспитанием которого занимался кентавр Хирон.
Является одним из самых крупных жуков в мире: длина тела составляет 50—120 мм. Самцы имеют выросты на голове и переднеспинке в виде рогов.

## Жизненный цикл
Самки откладывают яйца в подходящий компост, почву или разлагающиеся валежины. Яйца развиваются около 30 дней. Личинки первой стадии длиной около 8 мм и в диаметре 3—4 мм; вес этой личинки около 0,17 грамм, тогда как личинка третьей стадии весит 90 грамм. Развитие личинок с первой по четвёртую стадию продолжается около 2,5 лет (945 дней). Куколка развивается около 40 дней. Продолжительность жизни имаго в неволе 3,5—5 месяцев (100—151 дней).

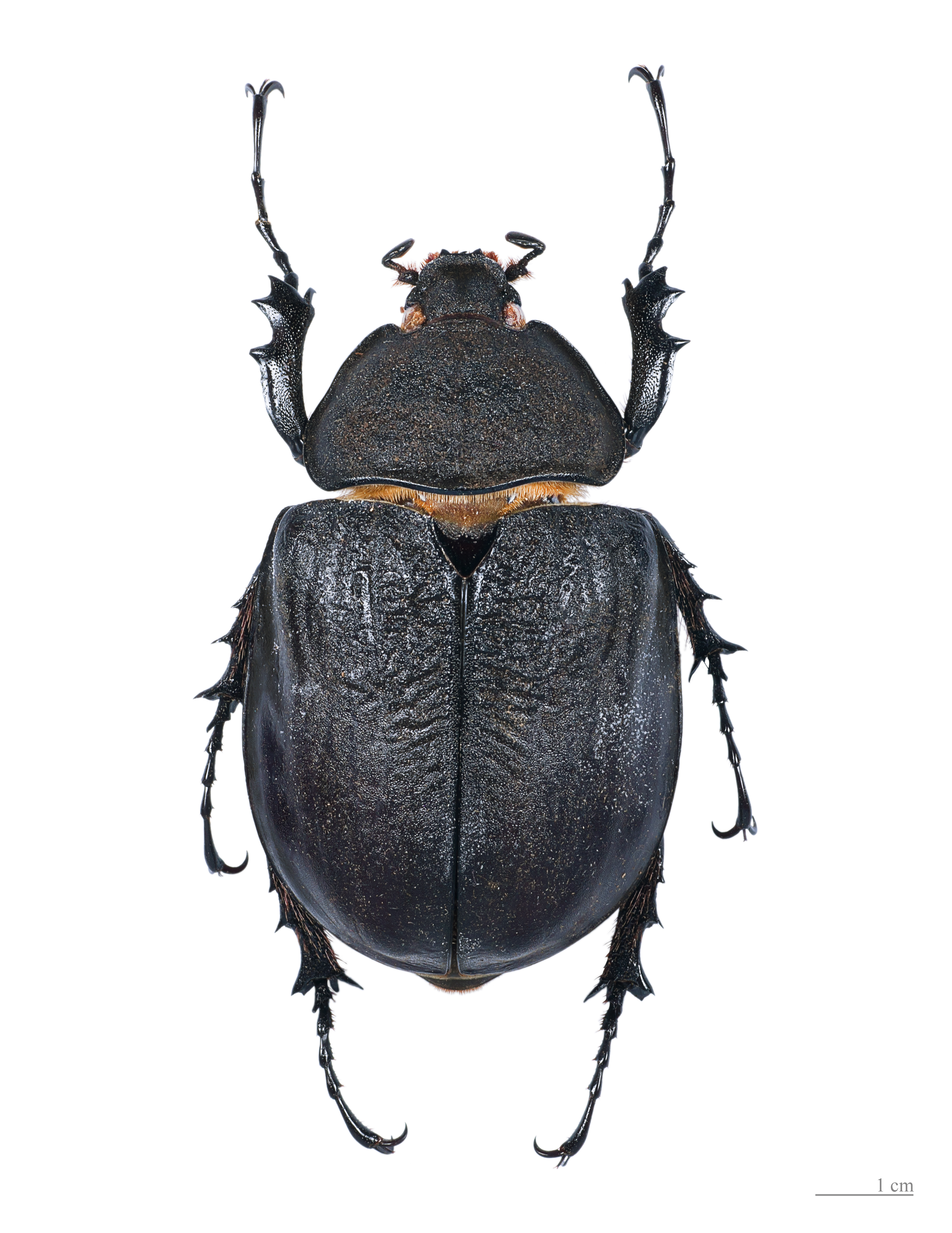
Самка